# Sandra Michalak
Sandra Michalak (ur. 1 kwietnia 1987) – polska lekkoatletka, specjalistka od średnich i długich dystansów.

## Kariera sportowa
Czterokrotna medalistka halowych mistrzostw Polski w latach 2011-2013.
Podopieczna wybitnego polskiego szkoleniowca Zbigniewa Króla. Przez wiele lat zawodniczka Sosnowieckiego Klubu Mks Mos Płomień Sosnowiec. W chwili obecnej reprezentuje barwy klubu AZS AWF KATOWICE.
Treningi lekkoatletyczne rozpoczęła w wieku 17 lat, wcześniej trenowała piłkę siatkową w klubie Mks Mos Płomień Sosnowiec.
Zadebiutowała w zawodach Rangi Międzynarodowej w Klubowym Pucharze Europy Juniorów w Anglii w 2004, gdzie wspólnie z koleżankami wywalczyła srebrny medal w sztafecie 4×400 m. Indywidualnie uplasowała się na V miejscu w biegu na 800 m (ECCC JUNIORS GATESHEAD 2004).
W 2011 ustanawia rekord Śląska na 3000 m i zdobywa Mistrzostwo Polski Seniorów w hali na dystansie 3000 m z najlepszym wynikiem w karierze sportowej.
Na tych samych zawodach ustanawia kolejny Rekord Śląska 2000 m, który widnieje w tabelach do dziś 6.00;27.

## Osiągnięcia krajowe
- brązowy medal młodzieżowych mistrzostw Polski w biegu na 1500 metrów (Bielsko-Biała 2009)
- złoty medal halowych mistrzostw Polski w biegu na 3000 metrów (Spała 2011)
- srebrny medal halowych mistrzostw Polski w biegu na 1500 metrów (Spała 2012)
- srebrny medal halowych mistrzostw Polski w biegu na 800 metrów (Spała 2013)
- srebrny medal halowych mistrzostw Polski w biegu na 1500 metrów (Spała 2013)
- IV miejsce halowych mistrzostw Polski w biegu na 3000 metrów (Toruń 2015)
- IV miejsce halowych mistrzostw Polski w biegu na 1500 metrów (Toruń 2017)

## Rekordy życiowe
| Konkurencja                        | Rezultat | Data             | Miejsce       | Uwagi |
| ---------------------------------- | -------- | ---------------- | ------------- | ----- |
| Bieg na 400 metrów                 | 57,59    | 15 maja 2010     | Sosnowiec     |       |
| Bieg na 600 metrów                 | 1:35,11  | 19 września 2012 | Pszczyna      |       |
| Bieg na 800 metrów                 | 2:04,33  | 7 lipca 2012     | Białogard     |       |
| Bieg na 1000 metrów                | 2:42,37  | 20 września 2011 | Warszawa      |       |
| Bieg na 1500 metrów                | 4:14,18  | 5 sierpnia 2011  | Sopot         |       |
| Bieg na milę                       | 4:47,34  | 21 września 2011 | Sosnowiec     |       |
| Bieg na 3000 metrów                | 9:09,81  | 3 czerwca 2012   | Bydgoszcz     |       |
| Bieg na 5000 metrów                | 17:00,32 | 30 sierpnia 2009 | Bielsko-Biała |       |
| Bieg na 2000 metrów z przeszkodami | 6:26,56  | 16 lipca 2011    | Sosnowiec     |       |
| Bieg na 3000 metrów z przeszkodami | 10:33,54 | 30 czerwca 2012  | Kielce        |       |
| Bieg na 800 metrów (hala)          | 2:05,36  | 27 stycznia 2013 | Spała         |       |
| Bieg na 1000 metrów (hala)         | 2:51,79  | 15 stycznia 2010 | Spała         |       |
| Bieg na 1500 metrów (hala)         | 4:16,47  | 17 lutego 2013   | Spała         |       |
| Bieg na 2000 metrów (hala)         | 6:00,27  | 14 stycznia 2011 | Spała         |       |
| Bieg na 3000 metrów (hala)         | 9:25,74  | 19 lutego 2011   | Spała         |       |